# سیتروئن جامپر

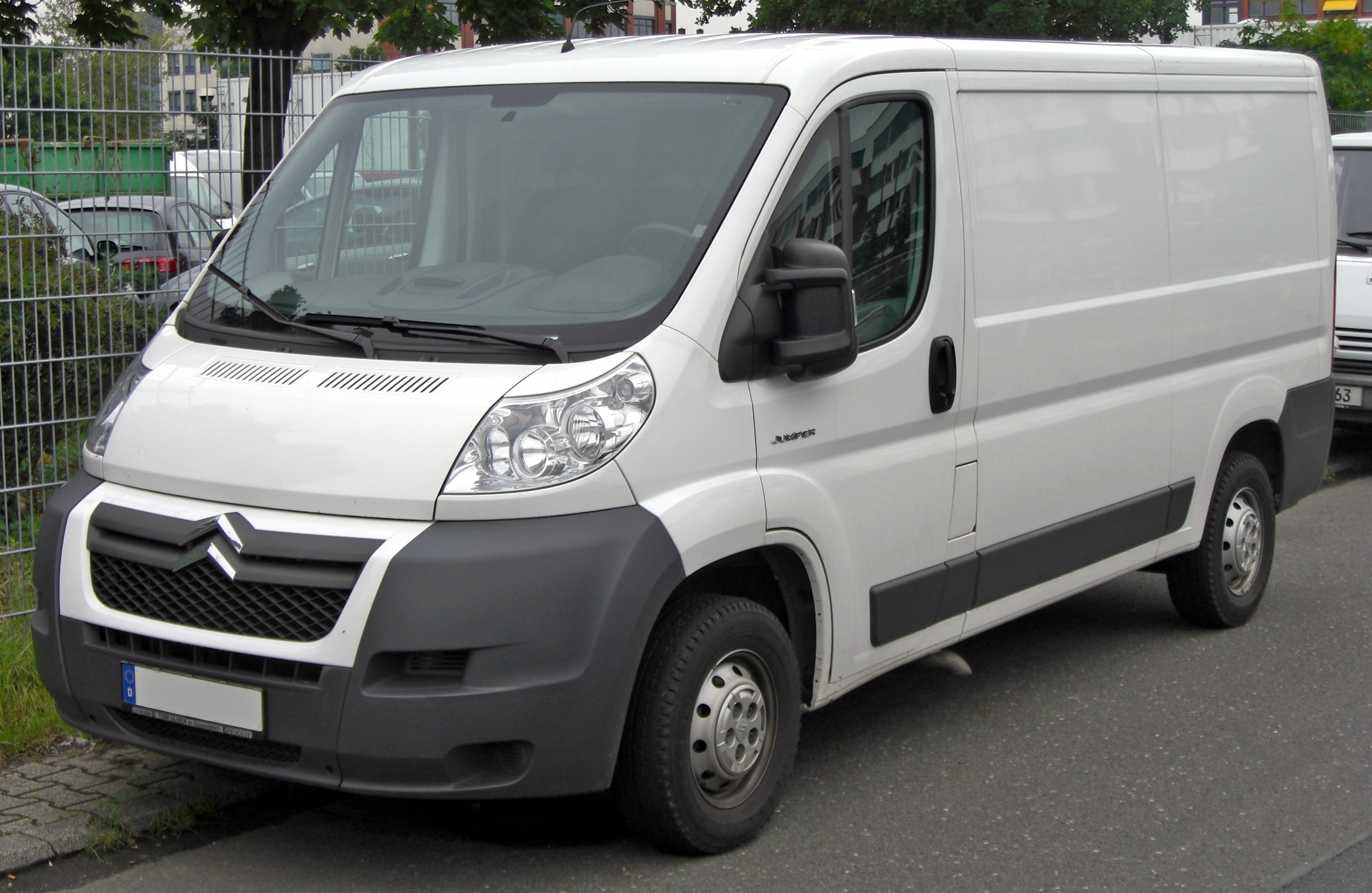

سیتروئن جامپر (Citroën Jumper) خودرویی است که از سال ۱۹۹۴ تا کنون تولید شده‌است.